# Loxosceles nahuana
Loxosceles nahuana är en spindelart som beskrevs av Willis J. Gertsch 1958. Loxosceles nahuana ingår i släktet Loxosceles och familjen Sicariidae. Inga underarter finns listade i Catalogue of Life.